# Apolemichthys arcuatus
Apolemichthys arcuatus là một loài cá biển thuộc chi Apolemichthys trong họ Cá bướm gai. Loài này được mô tả lần đầu tiên vào năm 1831.

## Từ nguyên
Từ định danh arcuatus trong tiếng Latinh có nghĩa là "cong", hàm ý đề cập đến dải đen hình vòng cung màu đen từ mắt kéo dài đến cuối vây lưng.

## Phạm vi phân bố và môi trường sống
A. arcuatus là một loài đặc hữu của quần đảo Hawaii và đảo Johnston. Chúng sinh sống gần các rạn đá ngầm, đặc biệt là những nơi có nhiều gờ đá và hang động, ở độ sâu khoảng 10 m trở xuống (hiếm khi được nhìn thấy ở độ sâu nông hơn) và đã được ghi nhận ở độ sâu đến 183 m, nhưng thường được qua sát ở độ sâu trong khoảng 25–50 m.

## Mô tả
A. arcuatus có chiều dài cơ thể tối đa được ghi nhận là 18 cm. Cơ thể có một dải sọc ngang màu đen viền trắng đặc trưng băng qua mắt, kéo dài lên phần vây lưng sau. Vùng thân trên dải đen này có màu nâu xám. Vùng thân dưới dải đen có màu xám trắng. Cơ thể lốm đốm những chấm trắng trên vảy. Vây đuôi và vây hậu môn cũng có một dải đen viền trắng như trên thân.
Số gai ở vây lưng: 13; Số tia vây ở vây lưng: 17–18; Số gai ở vây hậu môn: 3; Số tia vây ở vây hậu môn: 18.

## Sinh thái
Thức ăn của A. arcuatus chủ yếu là bọt biển, ngoài ra còn có tảo và trứng của những loài cá khác. A. arcuatus được đánh bắt nhằm mục đích thương mại trong ngành buôn bán cá cảnh. Tuy nhiên, cá trưởng thành không dễ nuôi bởi vì chế độ ăn đặc biệt của chúng (bọt biển và tảo).
Số lượng của loài này đang suy giảm đáng kể do tình trạng đánh bắt bừa bãi.